# Nata (Botsuana)
Nata es una localidad situada en el Distrito Central, Botsuana. Se encuentra al norte de los Salares de Makgadikgadi, a orillas del río Nata. Tiene una población de 6.714 habitantes, según el censo de 2011.